# Maleshankara State Forest, Shimoga
Maleshankara State Forest là một làng thuộc tehsil Shimoga, huyện Shimoga, bang Karnataka, Ấn Độ.